# Зегер, Адольф
Адольф Зегер (нем. Adolf Seger); 2 января 1945, Фрайбург-им-Брайсгау, Баден-Вюртемберг, нацистская Германия — немецкий борец вольного стиля, двукратный призёр Олимпийских игр, двукратный чемпион мира, трёхкратный чемпион Европы, десятикратный чемпион Германии (1971—1980) и десятикратный чемпион мира среди ветеранов (1990-е и 2000-е годы). Родной брат участника Олимпийских игр 1960 года, борца греко-римского стиля Эдмунда Зегера..

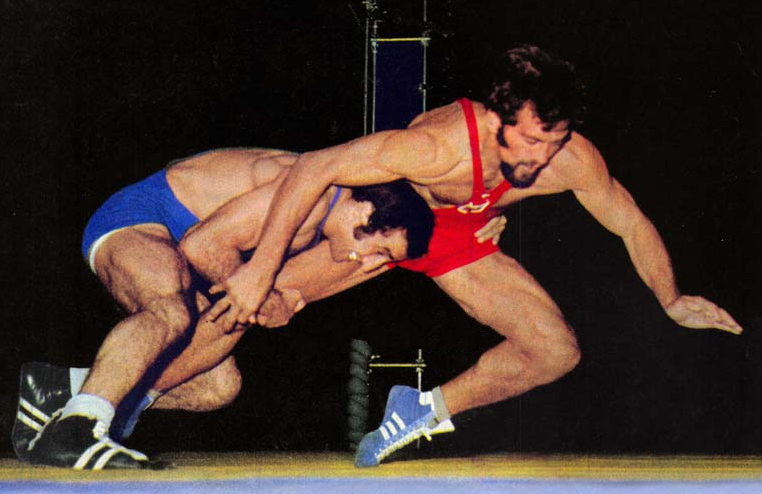
Адольф Зегер (в красном трико), 1973 год

## Биография
Родился в 1945 году в семье со спортивными традициями: его отец и пять братьев все занимались борьбой. Адольф Зегер начал заниматься в возрасте пяти лет. Впервые добился успеха на чемпионате Германии лишь в 1967 году, став бронзовым призёром: начало большой карьеры Зегера затянулось из-за многочисленных травм. В 1969 и 1970 годах становился серебряным призёром чемпионата Германии, а с 1971 года на десять лет стал бессменным чемпионом страны.   
В 1969 году на чемпионате мира был пятым, а на чемпионате Европы завоевал бронзовую медаль. В 1970 году на чемпионате мира был пятым, на чемпионате Европы шестым. 
В 1972 году стал в первый раз чемпионом Европы. 
В 1972 году на Олимпийских играх выступал в соревнованиях по вольной борьбе в полусреднем весе, и сумел завоевать бронзовую медаль Олимпийских игр. 
См. таблицу турнира.
В 1973 году стал двукратным чемпионом Европы, а на чемпионате мира был лишь пятым. В 1974 году выиграл Гран-при Германии, был серебряным призёром чемпионата Европы, на чемпионате мира поднялся ещё на одну строчку, заняв четвёртое место. В 1975 году на чемпионате Европы был лишь шестым, на Гран-при Германии вторым и одержал победу на чемпионате мира, но уже в среднем весе.  
В 1976 году на Олимпийских играх выступал в соревнованиях по вольной борьбе в среднем весе, и во второй раз стал бронзовым призёром Олимпийских игр. Будучи чемпионом мира, он выступал на играх в ранге явного фаворита, но незадолго до турнира подцепил кишечную инфекцию. 
См. таблицу турнира. 
В 1977 году победил на Гран-при Германии и стал двукратным чемпионом мира, но на чемпионате Европы был только пятым. В 1978 году снова победил на Гран-при Германии, был серебряным призёром чемпионатов мира и Европы. В 1979 году стал бронзовым призёром чемпионата Европы, и был пятым на чемпионате мира и Гран-при Германии. В 1980 году был вторым на Гран-при Германии и это стало его последним международным успехом. На чемпионате Европы был лишь 12-м. 
Адольф Зегер был известен своей техникой борьбы в партере, и его именем назван один из захватов. В борьбе лёжа его мало кто мог победить.  
В течение 1990-х и 2000-х Адольф Зегер стал десятикратным чемпионом мира среди ветеранов, приз за пять выигранных подряд чемпионатов в сумме 10 000 американских долларов пожертвовал в фонд борьбы с детским раком. 
Адольф Зегер женат, в браке имеет троих детей. Вплоть до 2010 года, более чем в течение 40 лет работал почтальоном в Deutsche Post AG в одном из районов Фрайбурга. После выхода на пенсию занят благотворительностью, местной политикой и тренирует в клубе RKG Freiburg 2000.